# Hřbitov v Liberci-Starém Městě
Zaniklý hřbitov v Liberci - Starém Městě se nacházel na severním okraji původní městské zástavby, na místě později založeného parku mezi ulicemi Budyšínská a Ruská. Měl výměru přibližně 2,5 hektaru. Dvě kaplové hrobky, patnáct náhrobků a sochy apoštolů Petra a Pavla na hlavní bráně jsou chráněny jako nemovitá Kulturní památka České republiky.

## Historie
Původní městský ústřední hřbitov vznikl roku 1832 severně od města na půdorysu obdélníku orientovaném od jihozápadu k severovýchodu, se vstupem na jihozápadní straně. Ještě před rokem 1843 byl rozšířen jižním a východním směrem. Pohřbívalo se zde do roku 1956, pak na jeho ploše nějaký čas bývalo tržiště a hrobka Liebiegovy rodiny byla využívána jako sklad zeleniny. Roku 1964 bylo na hřbitově vytipováno několik objektů (soch a náhrobků), které získaly statut kulturní památky. Celý hřbitov byl přeměn na park, v jehož východní části vznikl ohraničený prostor nazvaný Zahrada vzpomínek.

### Zahrada vzpomínek
Do této části nově vzniklého parku byla přesmístěna památkově chráněná díla z původního hřbitova. Nacházejí se zde významné hrobky, například vpravo od hlavního schodiště hrobka rodiny libereckých velkopodnikatelů baronů Liebiegů nebo stavitele Adolfa Hübnera po levé straně. Uprostřed parku stojí pomník z prusko-rakouské války, který byl vztyčen již roku 1868 na památku 69 mrtvých vojáků. Tuto válku připomíná také torzo pomníku pruského plukovníka Luise von Freyholda.
Zahradou prochází centrální kamenná cesta, která symbolizuje „řeku vzpomínek“. V nejvyšším místě zahrady je její začátek (pramen), cesta (řeka) sestupuje níže do míst v jihozápadní části, zahradu opouští zamřížovaným otvorem ve zdi. Hlavní cesty jsou z původní liberecké žulové dlažby, propojovací cesty z obdélníkové betonové vymývané dlažby, obvodové cesty z libereckého perku (mlatová úprava). U rozšířeného centrálního meandru u kříže jsou pořádány komorní společenské akce.
Jako vzpomínka na staré časy byly do žulové dlažby nepravidelně vloženy drobné artefakty. Je možné zde nalézt například obklady a části střechy z bývalých lázní, části žlutých obkladů ze zbouraného obchodního domu Ještěd, cívku ze zaniklého biografu Varšava nebo část kolejnice z první tramvajové trati v Liberci.
V soutěži Parky a Zahrady roku 2013 v ČR získala liberecká Zahrada vzpomínek druhé místo.